# Brunon Sikorski
Brunon Andrzej Sikorski (ur. 19 września 1896 w Berlinie, zm. 7 marca 1976 w Warszawie) – polski działacz gospodarczy i społeczny, poseł na Sejm IV kadencji (1935–1938) w II Rzeczypospolitej, członek Zarządu Koła Parlamentarnego Obozu Zjednoczenia Narodowego w 1938 roku. 

## Życiorys
Ukończył gimnazjum humanistyczne i Wydział Prawno-Ekonomiczny Uniwersytetu Poznańskiego w 1931 roku. Pracował od 1923 roku w Wielkopolskim Związku Towarzystw Kupieckich w Poznaniu. W latach 30. był m.in. wiceprezesem Związku Zakładów Ubezpieczeń Pracowników Umysłowych w Warszawie, wicekomisarzem Giełdy Zbożowej i Towarowej w Poznaniu, radcą Izby Przemysłowo-Handlowej w Poznaniu (od 1928 roku) oraz członkiem Rady Państwowego Instytutu Eksportowego, Państwowej Rady Komunikacyjnej i Sądu Kartelowego, Komisji dla spraw handlu przy Ministrze Przemysłu i Handlu, Wojewódzkiego Urzędu Rozjemczego dla wielkiej własności rolnej.
Zajmował się również dziennikarstwem ekonomicznym. 
W wyborach parlamentarnych w 1935 roku został wybrany posłem na Sejm IV kadencji (1935–1938) 11 445 głosami z okręgu nr 93, obejmującego obwody I, III, IV i V Poznania. W kadencji tej był wiceprzewodniczącym komisji przemysłowo-handlowej, pracował też w komisjach: budżetowej, spraw zagranicznych, skarbowej oraz w komisji specjalnej do rozważenia projektu ustawy o upoważnieniu Prezydenta RP do wydawania dekretów.
W wyborach parlamentarnych w 1938 roku został wybrany posłem na Sejm V kadencji (1938–1939) z listy OZN z okręgu nr 94, obejmującego II, VI, VII i VIII Poznania. W kadencji tej został ponownie wiceprzewodniczącym komisji przemysłowo-handlowej, przewodniczył komisji skarbowej, pracował też w komisjach: budżetowej, inwestycyjnej, spraw zagranicznych i zmiany ordynacji wyborczej.
W okresie okupacji niemieckiej przebywał w Warszawie. Prowadził w konspiracji agendy Naczelnej Rady Kupieckiej.
Po wojnie pracował przy odbudowie struktur samorządu kupieckiego. Należał do Stronnictwa Pracy, w którym kierował sekcją przemysłowo-handlową w Komisji Społeczno-Gospodarczej SP. Do 1965 roku był dyrektorem Naczelnej Rady Zrzeszeń Kupieckich oraz Naczelnej Rady Zrzeszeń Prywatnego Handlu i Usług (PHiU). Przez wiele lat pracował w redakcjach kolejnych organów prasowych Naczelnej Rady Zrzeszeń PHiU. 

## Życie rodzinne
Był synem Andrzeja i Balbiny z domu Szatkowskiej. Ożenił się z Zofią Żytowiecką, miał dwóch synów.
Został pochowany na cmentarzu Powązkowskim (kwatera 154b-5-28).

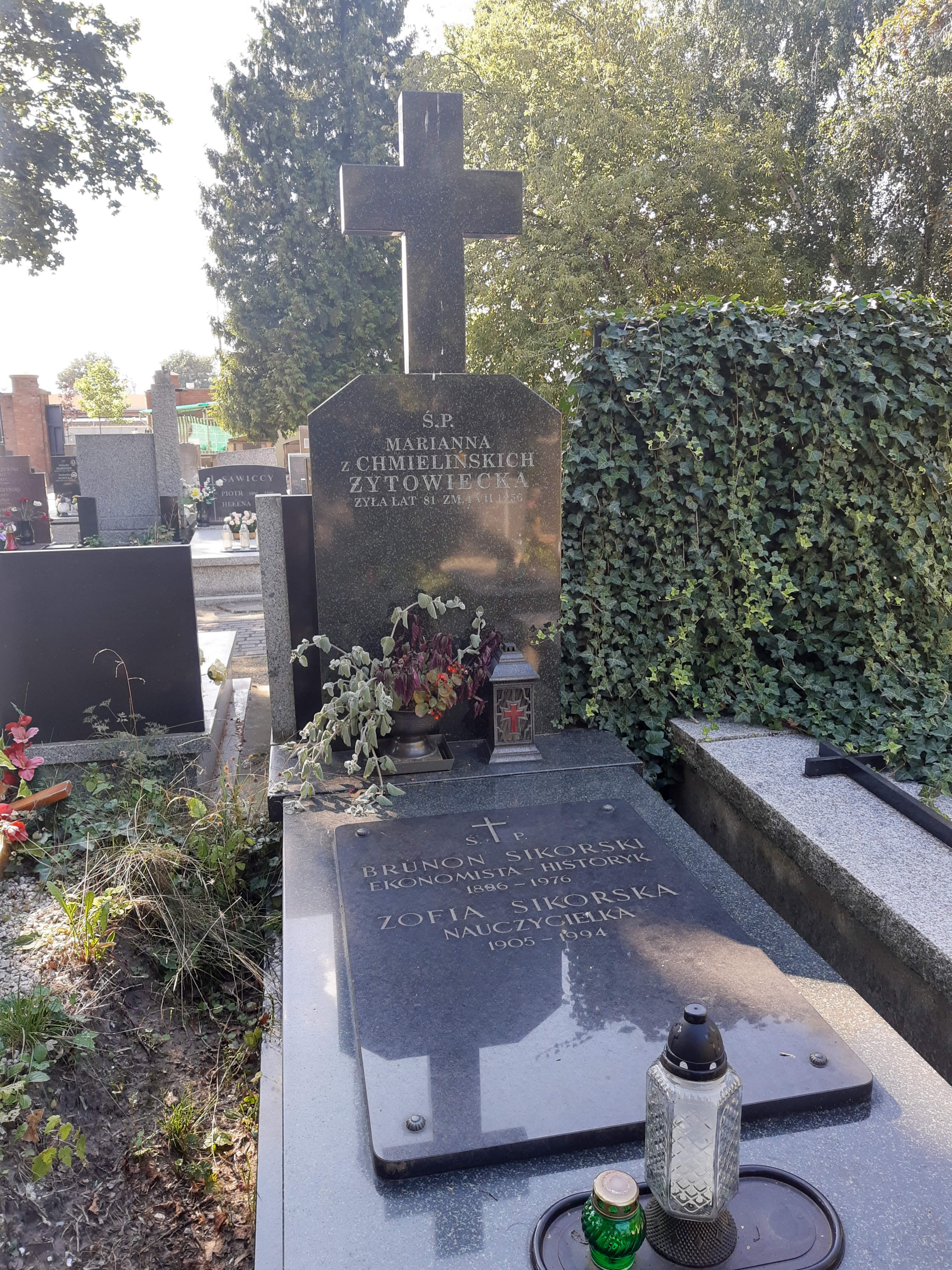
Grób Brunona Sikorskiego na Starych Powązkach

## Ordery i odznaczenia
- Krzyż Oficerski Orderu Odrodzenia Polski
- Krzyż Kawalerski Orderu Odrodzenia Polski
- Złoty Krzyż Zasługi (10 listopada 1933)[7]
- Srebrny Krzyż Zasługi[4]